# Markgrafschaft Baden
Die Markgrafschaft Baden war ein Territorium im Heiligen Römischen Reich. Sie wurde 1112 bereits so genannt und existierte zunächst bis zur Teilung 1535 in die Markgrafschaft Baden-Durlach und die Markgrafschaft Baden-Baden. 1771 lebte sie mit deren Wiedervereinigung wieder auf, bis sie 1803 im Kurfürstentum und 1806 im Großherzogtum Baden aufging. Das regierende Haus Baden war mit den Zähringern stammverwandt.

## Geschichte

### Gründung und Namensgebung
Der Gründer der Dynastie der badischen Markgrafen war Hermann I. (1052–1074), der ältere Sohn Herzog Bertholds von Kärnten (1024–1078). Sein Sohn Graf Hermann II., Graf im Breisgau, nannte sich zunächst Markgraf von Limburg, dann im Jahre 1112 erstmals Markgraf von Baden. Er hatte das Gebiet um Baden-Baden durch den Ausgleich der Zähringer mit den Staufern um das Herzogtum Schwaben erlangt und führte den von seinem Vater ererbten Markgrafentitel – ursprünglich jener der Mark Verona – in Verbindung mit dem neuen Herrschaftszentrum, der Burg Hohenbaden (Altes Schloss) in Baden-Baden.

### Gebietserwerbungen
Das ursprüngliche Herrschaftszentrum am mittleren Neckar um Backnang, Besigheim und die neu erworbenen Gebiete am Oberrhein konnten erst 1219 durch den Erwerb Pforzheims aus dem Erbe des welfischen Pfalzgrafen Heinrich verbunden werden.

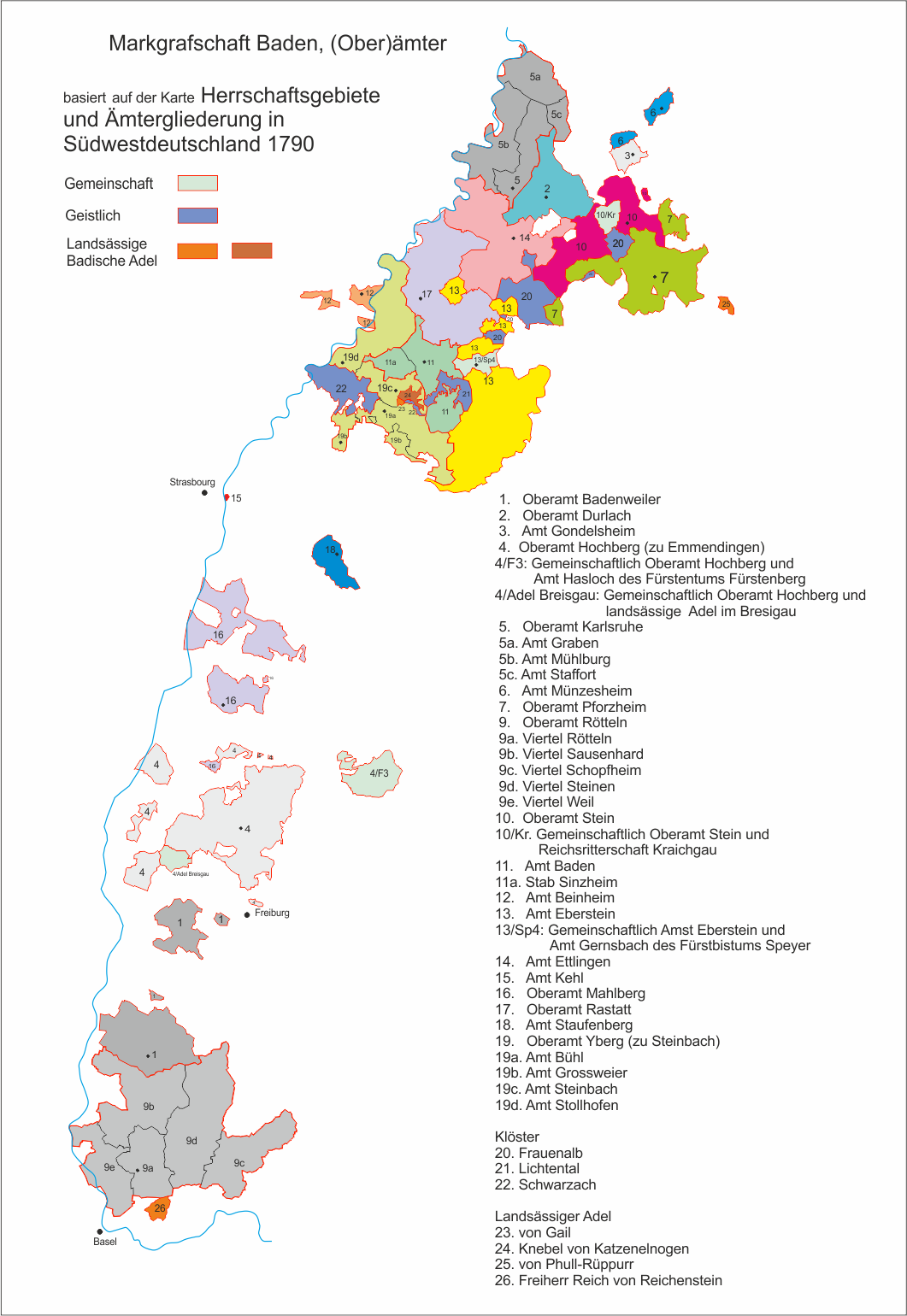
Die Oberämter und Ämter rund 1790

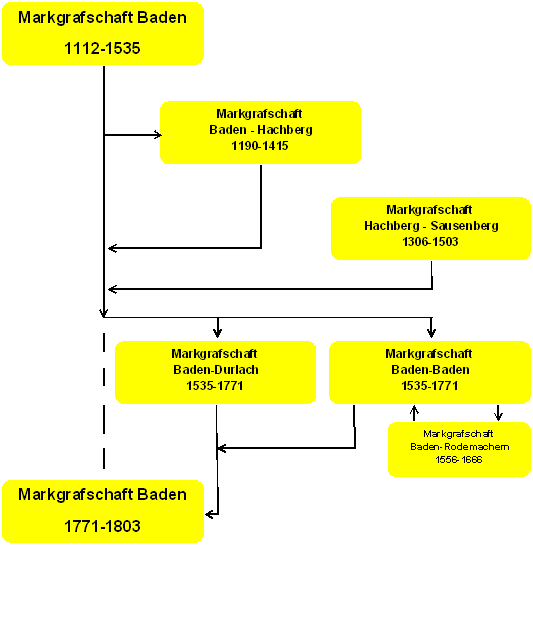
Markgrafschaften Baden

Im 12. und 13. Jahrhundert waren die Badener Parteigänger der Staufer, zwischen Backnang und Stuttgart, im Raum des heutigen Karlsruhe, im Nordschwarzwald und im Breisgau erfolgte der territoriale Ausbau der Markgrafschaft. Wichtig für die Festigung der Markgrafschaft war der Erwerb der Hälfte der Herrschaften Lahr und Mahlberg im Jahre 1442, wodurch ein Bindeglied zwischen dem südlichen breisgauischen Teil und dem nördlichen Gebiet um Baden-Baden gewonnen wurde. Das späte Mittelalter sah den Ausbau Badens hin zum fürstlichen Territorialstaat (Verwaltung, Finanzen). Baden wurde zu einem bedeutenden Territorium zwischen den habsburgischen Besitzungen in Breisgau und Ortenau und dem württembergischen Herzogtum.

### Die Seitenlinien
Ab 1190 gab es eine Hachberger Linie, die 1415 von Markgraf Bernhard I. (1372–1431) zurückgekauft wurde, allerdings ohne die Sausenberger Landesherrschaft, die erst 1503 an die badische Hauptlinie fiel.

### Teilung in zwei Territorien 1535
Durch Erbteilung wurde Baden 1535 in die Territorien Markgrafschaft Baden-Durlach (mit Hachberg-Sausenberg) und Markgrafschaft Baden-Baden aufgespaltet.

### Vereinigung der Teilgrafschaften 1771
Markgraf Karl Friedrich von Baden-Durlach beerbte 1771 die katholische Linie Baden-Baden und gliederte sie in seine Herrschaft ein. Residenz war Karlsruhe, wohin Markgraf Karl Wilhelm von Baden-Durlach 1715 seine Residenz verlegt hatte. In Karl Friedrichs Amtszeit entwickelte sich das ab 1771 Markgrafschaft Baden genannte Gebiet über ein Kurfürstentum (1803–1806) unter bedeutenden Gebietszuwächsen zum Großherzogtum Baden (1806–1918).